# Bouhmama
Bouhmama (em árabe: بوحمامة) é uma cidade e comuna localizada na província de Khenchela, Argélia. Segundo o censo de 2008, a população total da cidade era de 10 614 habitantes.